# 貝塔世代
貝塔世代是繼阿法世代後的世代。未來學家暨人口学家馬克·麥克林德爾（英語：Mark McCrindle，同時也是「阿法世代」名稱的提出者），將該世代定義為2020年代中期（約2025年前後）到2030年代間出生的人。該世代名稱取自希腊字母表的第二個字母「Beta」。
根據馬克·麥克林德爾的說法，貝塔世代的成員主要是Y世代和Z世代的子女，預計到2035年，他們將至少占全球人口的16%。此外，多數貝塔世代成員可能將活到22世紀，2025年出生的嬰兒將在2101年時年滿76歲。世代研究專家傑森·多西（英語：Jason Dorsey）指出，貝塔世代將在後疫情時代出生，而這段歷史將成為他們歷史課的一部分。

## 特徴
與z世代和阿法世代類似，貝塔世代也將透過社群媒體獲取內容。然而，有專家指出，Z世代父母可能較傾向於保護子女，避免過度暴露於網際網路之中。Beta世代將在技術快速進步的時代中成長。他們不僅能迅速適應科技，從一開始就深度融入各項技術應用；智慧家庭、人工智慧驅動的工具以及虛擬實境，可能成為他們日常生活中不可或缺的一部分。
此外，貝塔世代預計將成為一個由人工智慧全面滲透生活的「AI原生代」由於他們是第一批在深偽內容充斥的環境中出生與成長的群體，有預測指出，這代人可能對探索現實世界的興趣減退。再者，隨著人工智慧技術的進步，未來漫畫角色有望與現實中的人進行雙向對話，使得貝塔世代甚至可能與漫畫角色建立友誼；而且，由於他們出生於新型冠狀病毒全球大流行後不久，預計將成為在和平時代中成長的幸福世代。。

## 詞源
「貝塔世代」這個名稱來源於採用希臘字母作為世代命名模式，用以指稱緊隨阿法世代之後的世代。此命名模式取材於美國颶風命名時的做法：最初使用從A到Z的26個英文字母所代表的個人名字，而從第27個開始則直接採用希臘字母，這一方法沿用至2020年，後來便用來命名緊隨使用字母表最後一個字母「Z」命名的Z世代之後的世代。
這一世代大約每15年更替一次，而作為阿法世代之後的世代，貝塔世代指的是大約在2025年前後至2039年前後出生的一代。在貝塔世代尚未開始出生前，關於其命名的爭論已陸續展開。2021年，一則由Z世代發佈的貼文引起熱議，貼文中談及未來將被稱作貝塔世代的人群時表示「雖然他們還沒出生，但感到可憐」；2023年在TikTok上，一位Z世代女性發佈的貼文主張「再過不久我的孩子就會成為貝塔世代，因此有必要改變人生計畫」的內容，更獲得超過300萬次的觀看。由此可見，多數人認為貝塔世代這個稱呼相比阿法世代而言，印象相對較淡。
對於貝塔世代而言，AI將成為生活中不可或缺的一部分，因此他們也被稱作「人工智慧世代」（英語：或)。。

## 外部連結
1. ↑  . mccrindle.com.au. 2024-12-19  [2025-01-01].
2. ↑  Najib, Shafiq. . ABC News. December 31, 2024  [2025-01-01].
3. 1 2  Venkatraman, Sakshi. . NBC News. 2024-12-27  [2025-01-01].
4. ↑  Cross, Greta. . USA Today. December 31, 2024  [2025-01-01].
5. ↑  Hebert, Olivia. . The Independent. December 28, 2024  [2025-01-01] （英国英语）.
6. ↑  https://www.usatoday.com/story/news/nation/2024/12/31/generation-beta-2025-years/77363820007/
7. ↑  Tyagi, Vanshika. . NewsX World. 2024-12-29  [2024-12-29] （美国英语）.
8. ↑  . TSN.ua. 2024-12-29  [2024-12-29] （俄语）.
9. ↑  . News18.   [2024-12-29] （英语）.
10. 1 2 3  令和なコトバ"ベータ世代"再来年から登場、親友はＡＩ 日本経済新聞、2023年7月29日
11. ↑  The next generation is coming: meet the Betas WGSN、2023年8月30日
12. ↑  Pearcy, Aimee. . Business Insider.   [2024-01-29] （美国英语）.
13. ↑  Chaney, Kathy. . YR Media. 2023-08-10  [2024-01-29] （英语）.
14. ↑  Beta Generation - Welcome to the "artificial" generation - 24/01/2040 Pacific Ventury、2020年6月30日